# 松谷由美
松谷 由美（まつたに ゆみ、1974年 - ）は、福井県大野市出身・在住のヴァイオリニスト。
現在、京都市交響楽団第一ヴァイオリニスト。越のルビーアーティスト。 福井ジュニア弦楽アンサンブル講師。若い芽コンサートフェスティバル・カルテット Trio 遊羽穂。Duo Kiitos（デュオ キートス）。大野市教育委員。チェリストの松谷壮一郎は長男。

## 人物・来歴
福井県大野市で出生。福井県大野市立有終西小学校、開成中学校を卒業。福井県立大野高等学校卒業。
京都市立芸術大学音楽学部卒業。音楽学部賞受賞。京都市立芸術大学大学院音楽研究科修了。
1999年京都市交響楽団に入団。
第13回（平成23年度）げんでんふれあい福井財団　げんでん芸術新人賞受賞。
平成28年度福井県文化奨励賞受賞。

## 社会活動
- 京都市交響楽団　Member[7]
- 幼稚園・保育園・小学校・中学校・高等学校・養護施設・福祉施設・公民館など幅広く施設訪問演奏を行っている。
- 越のルビーアーティスト[8][4]
- 大野市教育委員[9]
- Fukui Art Baton[10]
- ふくいミュージックリレー めがねミュージアム：鯖江市[11]
- ふくいミュージックリレー　9月20日(日)　道の駅 うみんぴあ大飯[12]